# Quick Bites
Quick Bites est une web-série comique créée par Joe Mantegna et Danny Ramm et diffusée sur YouTube entre 2011 et 2012.

## Synopsis
Des personnages discutent autour d'un repas dans un décor et une situation à chaque fois différents.

## Épisodes
1. Faceless : deux agents de police (Ray Abruzzo (en) et Robert Costanzo) débattent sur un meurtre tout en dégustant un sandwich au thon.
2. Sack Lunch : durant sa pause déjeuner, un homme (D. B. Sweeney) est impliqué dans une conversation qu'il aurait mieux fait d'éviter.
3. Food for Thought : lors d'un dîner, un couple (Minnie Driver et Tony Shalhoub) se dispute pour savoir ce qui est important dans leur relation.